# ماكوتو سايتو
ماكوتو سايتو (باليابانية: 斎藤真) هو مصارع رياضي ياباني، ولد في 18 فبراير 1951.

## وصلات خارجية
- ماكوتو سايتو على موقع قاعدة بيانات المصارعة الدولية (الإنجليزية)
- ماكوتو سايتو على موقع أوليمبيديا (الإنجليزية)